# اینس ورچسی
اینس ورچسی (ایتالیایی: Ines Vercesi; ۵ ژانویهٔ ۱۹۱۶ – ۱ ژانویهٔ ۱۹۹۷) ژیمناست هنری اهل ایتالیا بود.